# Texas sur
Texas sur es una región del estado estadounidense de Texas que se encuentra aproximadamente al sur de San Antonio y lo incluye también. Limita al sur y al oeste con el río Bravo, y al este es el golfo de México. La población de esta región es de aproximadamente 4,96 millones según las estimaciones del censo de 2017. La porción sur de esta región a menudo se conoce como el Valle del Río Grande. A la parte oriental a lo largo del golfo de México también se le conoce como la Curvatura costera.
El Gran Houston y Beaumont-Port Arthur están en ocasiones ligados a la región, tanto por estar físicamente en el extremo sur del estado como por las empresas que usan "South Texas («Texas sur»)" en su nombre, a saber, Facultad de Derecho de Texas sur, Feria estatal de Texas sur, etc. Sin embargo, ambos se asocian más comúnmente con Texas este o Texas sureste.

## Geografía

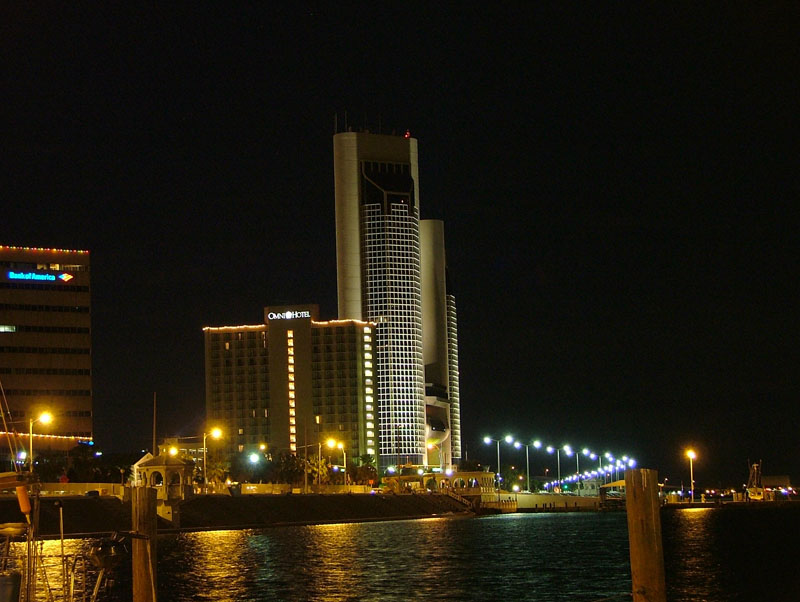
Corpus Christi es la segunda ciudad más grande de Texas sur.

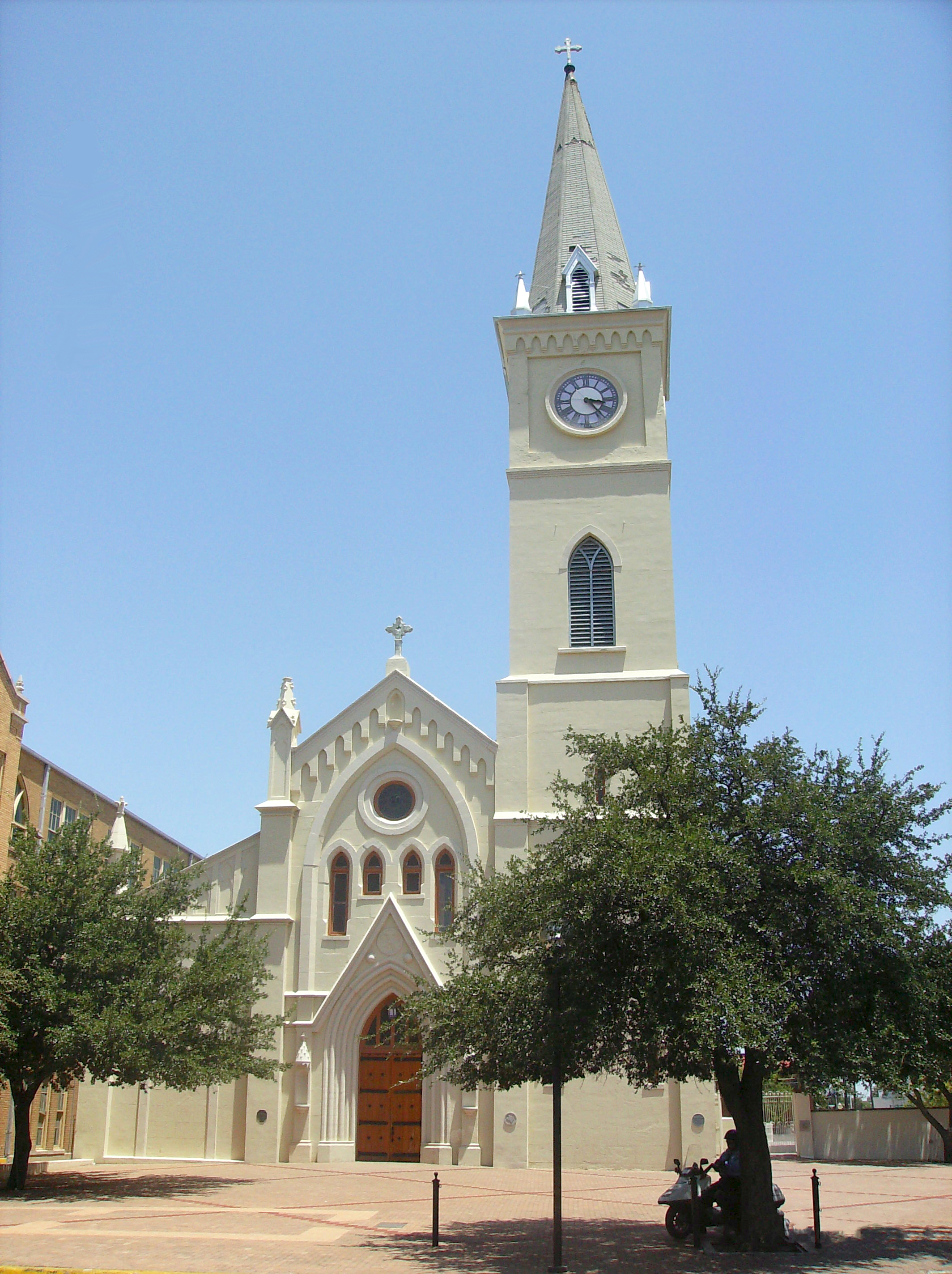
Laredo es la tercera ciudad más grande de Texas sur. La Catedral de San Agustín fue construida durante el periodo del Texas español.

No hay un límite norte definido, aunque se cree que está en la ciudad de San Antonio y de este a oeste se extiende desde el río Bravo cerca del condado de Maverick hasta el golfo de México, pero virando hacia el sureste en o cerca del condado de Lavaca, y siguiendo hacia el golfo de México para separarlo del Texas este y del Texas sureste. El río Bravo sirve de límites occidental y meridional separando a Texas de México. La porción oriental de Texas sur limita con el golfo de México. Texas sur consta de 41 condados. Su terreno es llano y descansa sobre la planicie costera. Texas sur es tan vasta que hay incluso subregiones. El extremo meridional de Texas sur, llamado Valle del Río Grande, tiene suelos fértiles y es conocido por su producción de cítricos. A la porción oriental de Texas sur a menudo se le refiere como la Curvatura costera; aquí, las marismas costeras, los estuarios y los humedales se encuentran dispersos por todas partes. Las partes occidental y central se conocen como los llanos de Texas sur o Brush Country (Mezquital). Los árboles de mezquite y los campos de cultivo dominan el Brush Country.[cita requerida]

### Condados
| - Aransas - Atascosa - Bee - Béxar - Brooks - Calhoun - Cameron - DeWitt - Dimmit - Duval - Frío | - Goliad - Gonzales - Guadalupe - Hidalgo - Jackson - Jim Hogg - Jim Wells - Karnes - Kenedy - Kinney - Kleberg | - La Salle - Lavaca - Live Oak - McMullen - Matagorda - Maverick - Medina - Nueces - Refugio - San Patricio - Starr | - Uvalde - Victoria - Webb - Wharton - Willacy - Wilson - Zapata - Zavala |

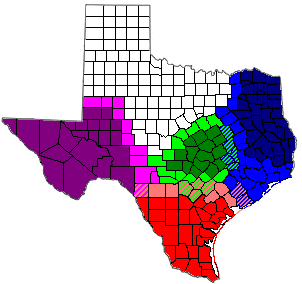
Texas sur está representado en rojo. Los condados que a veces se consideran parte de Texas sur tienen un tono rojo más claro.

- El condado de más rápido crecimiento en Texas sur es el condado de Guadalupe, con un crecimiento del 31,3 % entre 2010 y 2020 .
- El condado de crecimiento más lento en Texas sur es el condado de Refugio, que se encogió en un 8,7 % entre 2010 y 2020.

### Ciudades
| Clasificación en la región | Ciudad         | Censo 2020 | Censo 2010 | % cambio | Condado              |
| -------------------------- | -------------- | ---------- | ---------- | -------- | -------------------- |
| 1                          | San Antonio    | 1,434,625  | 1,327,407  | +8.08%   | Condado de Béxar     |
| 2                          | Corpus Christi | 317,863    | 305,215    | +4.14%   | Condado de Nueces    |
| 3                          | Laredo         | 263,640    | 236,091    | +11.67%  | Condado de Webb      |
| 4                          | Brownsville    | 186,738    | 175,023    | +6.69%   | Condado de Cameron   |
| 5                          | McAllen        | 142,210    | 129,877    | +9.50%   | Condado Hidalgo      |
| 6                          | Edinburg       | 100,243    | 77,100     | +30.02%  | Condado Hidalgo      |
| 7                          | Mission        | 85,778     | 77,058     | +11.32%  | Condado Hidalgo      |
| 8                          | Pharr          | 79,715     | 70.400     | +13.23%  | Condado Hidalgo      |
| 9                          | Harlingen      | 71,829     | 64,849     | +0.95%   | Condado de Cameron   |
| 10                         | Victoria       | 65,534     | 62,592     | +4.70%   | Condado de Victoria  |
| 11                         | Schertz        | 42,002     | 31,465     | +33.49%  | Condado de Guadalupe |
| 12                         | Weslaco        | 40,160     | 35,670     | +12.59%  | Condado Hidalgo      |
| 13                         | San Juan       | 35,294     | 33,856     | +4.25%   | Condado Hidalgo      |
| 14                         | Seguín         | 29,433     | 25,175     | +16.91%  | Condado de Guadalupe |
| 15                         | Eagle Pass     | 28,130     | 26,248     | +7.17%   | Condado de Maverick  |
| 16                         | Converse       | 27,466     | 18,198     | +50.93%  | Condado de Béxar     |
| 17                         | Kingsville     | 25,402     | 26,213     | -3.09%   | Condado de Kleberg   |
| 18                         | San Benito     | 24,861     | 24,250     | +2.52%   | Condado de Cameron   |
| 19                         | Universal City | 19,720     | 18,530     | +6.42%   | Condado de Béxar     |
| 20                         | Álamo          | 19,493     | 18,353     | +6.21%   | Condado Hidalgo      |

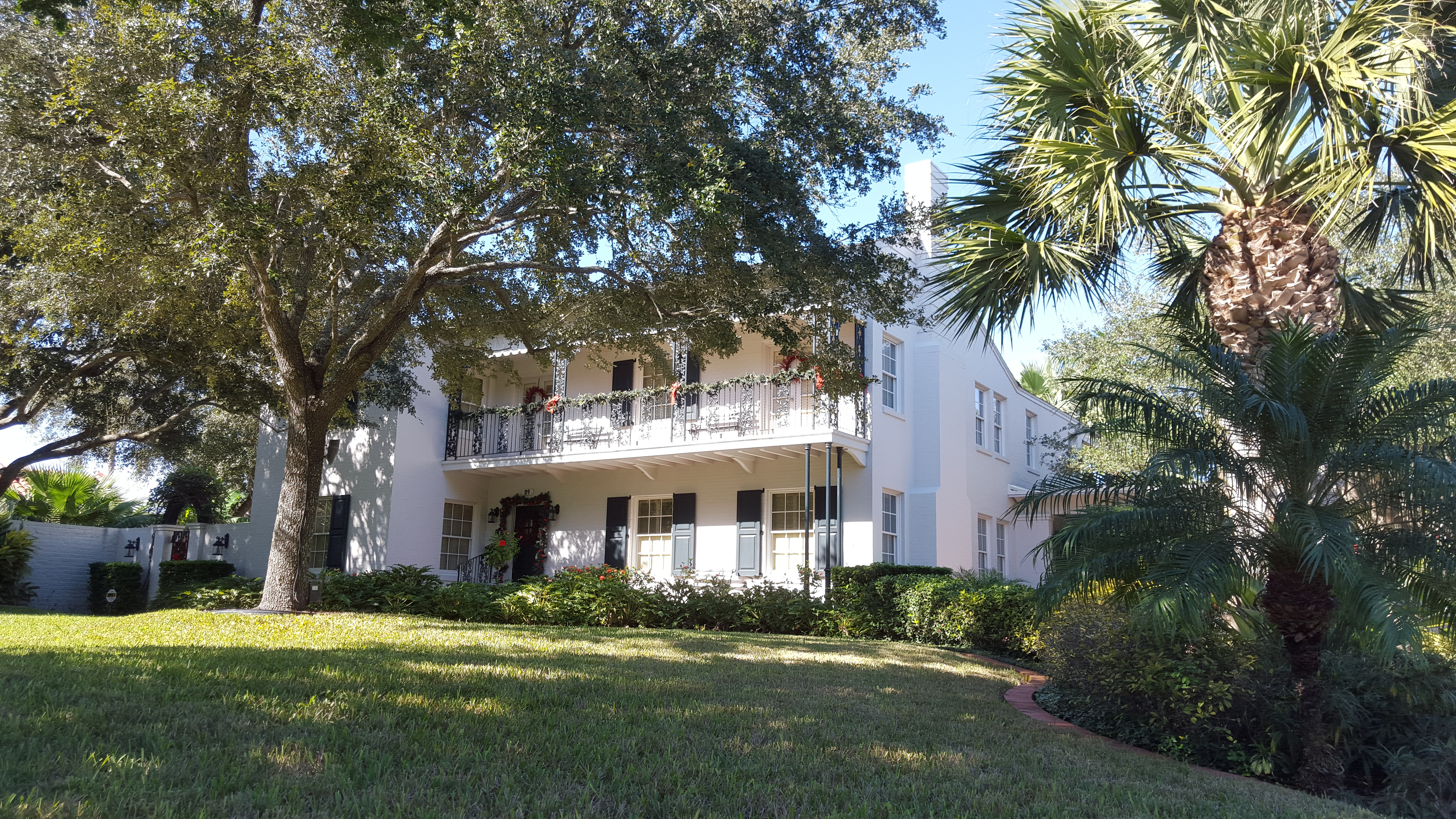
Brownsville es la cuarta ciudad más grande de Texas sur.

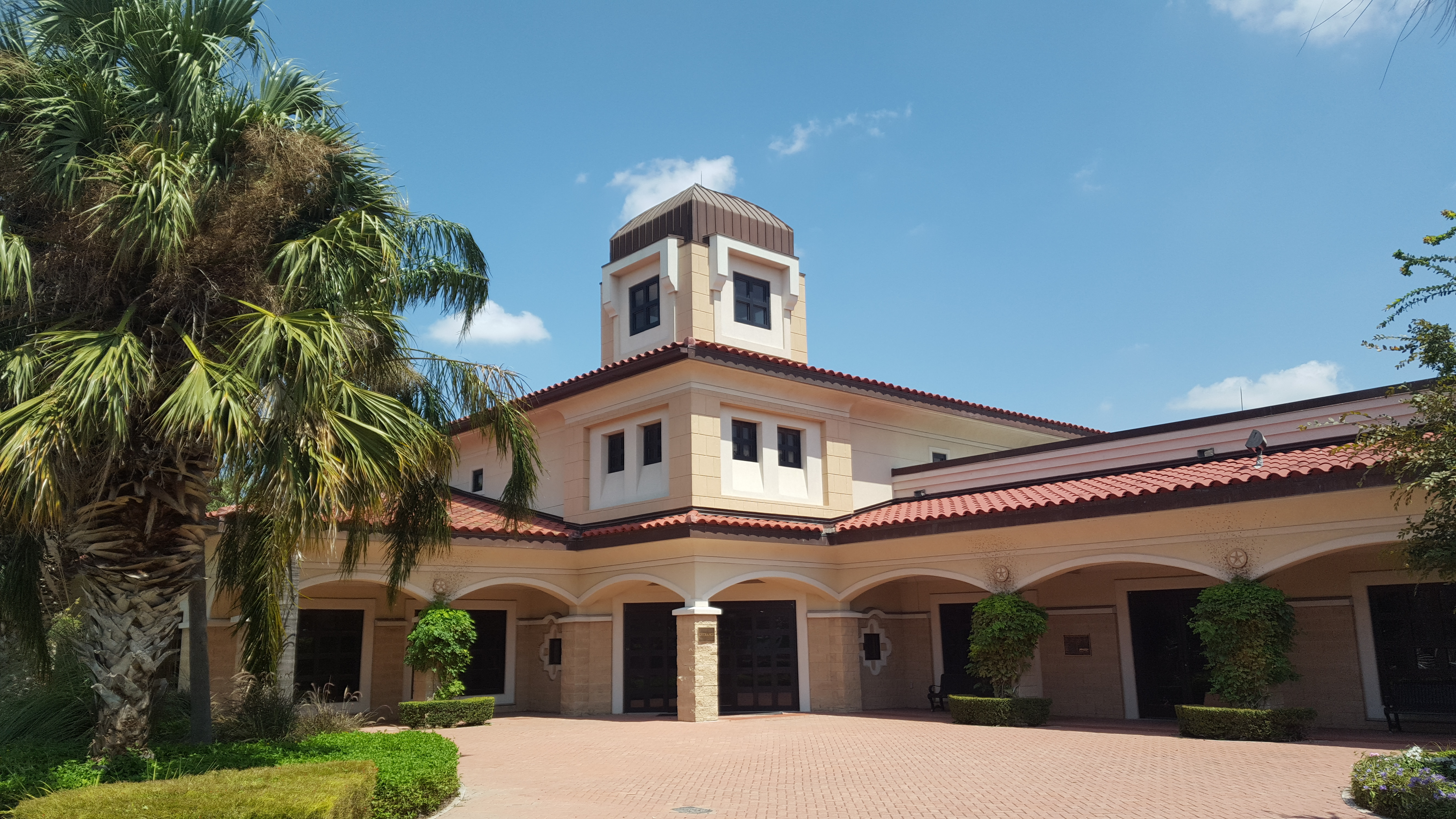
McAllen es la quinta ciudad más grande de Texas sur.

Algunas personas consideran a Houston como parte de Texas sur por varias razones: numerosos negocios en la región de Houston ostentan 'South Texas' en sus letreros. El Tribunal de Distrito de los Estados Unidos para el Distrito sur de Texas incluye la división de Houston. Sin embargo, a Houston se le clasifica con mayor precisión como parte de Texas sureste, una subregión de Texas este.

### Ríos
| Nombre          | Nota                                                                         |
| Río Bravo       | La frontera entre Texas y México                                             |
| Río Nueces      | En cierta época considerado por México como la frontera entre Texas y México |
| Río San Antonio | Parte del río es la ubicación del famoso Paseo del Río de San Antonio .      |
| Río Aransas     | Un río corto que desemboca en bahía de Copano.                               |
| Río Frío        | Un río bastante frío, de ahí el nombre.                                      |
| Río Atascosa    | Un río corto que desemboca en el río Frío.                                   |
| Río Mission     | Desemboca en bahía Mission.                                                  |
| Río Leona       | Afluente del río Frío, dentro de la cuenca del río Nueces                    |
| Río Guadalupe   | Desemboca en el estuario de la bahía de San Antonio en la bahía de Guadalupe |

### Lagos y embalses
- Embalse de Choke Canyon
- Lago Corpus Christi
- Lago Falcon
- Lago Amistad
- Lago Findley
- Lago Mitchell
- Lago Casa Blanca
- Lago Brauning
- Lago Calaveras

### Bahías

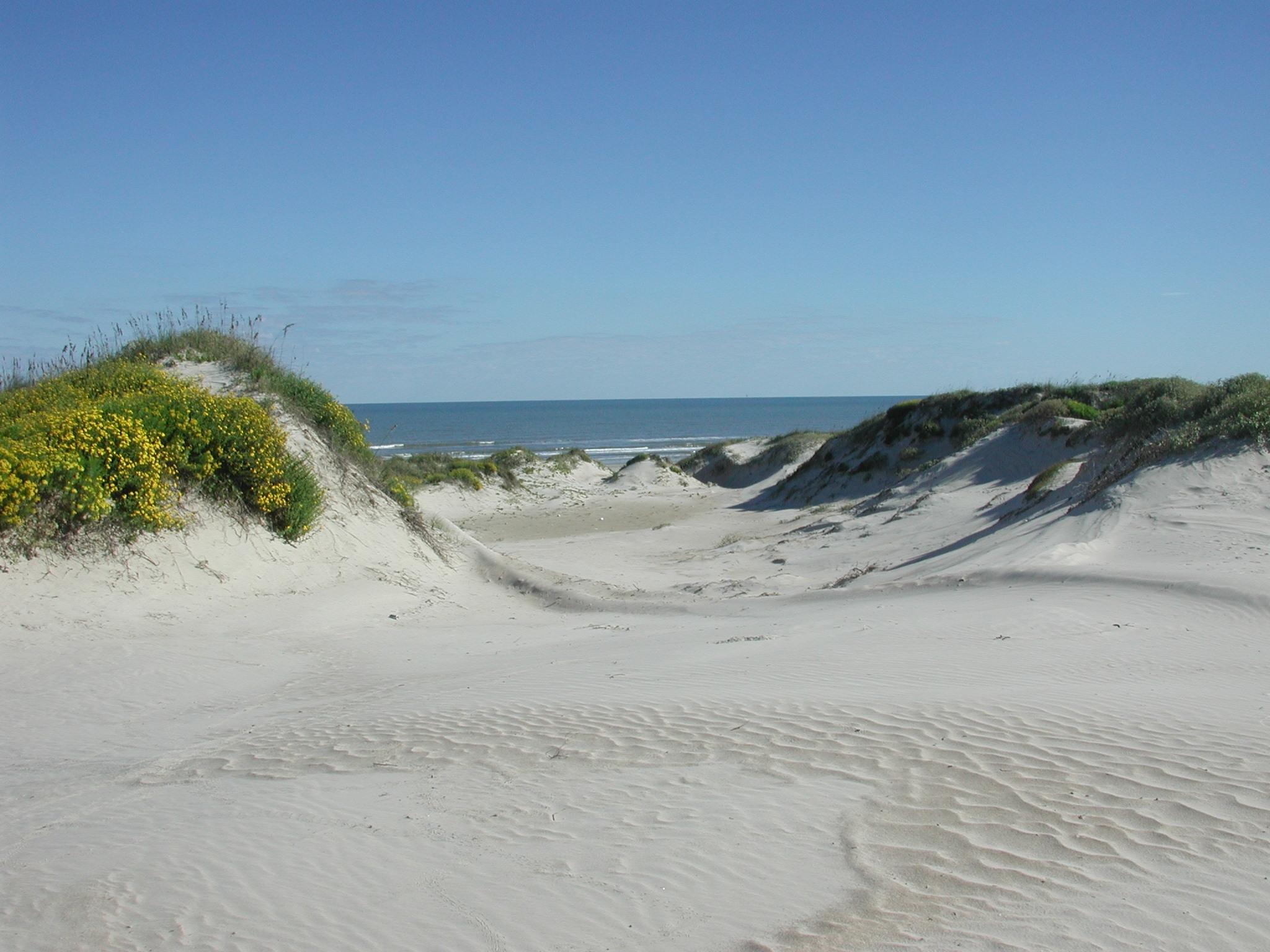
La isla del Padre es un popular destino de playa.

- Bahía de Corpus Christi
- Bahía de San Antonio
- Bahía de Baffin
- Bahía Nueces
- Bahía Oso
- Bahía de Copano
- Bahía de Aransas
- Bahía de Matagorda
- Bahía de Lavaca
- Bahía Redfish
- Bahía Mission

### Estuarios y cursos de agua
- Rincon Bayou: un estero en el delta del río Nueces, justo al norte de la desembocadura del río Nueces. Para conocer la ubicación, consulte Bahía de Nueces.
- Elm Bayou: un estero en la línea del condado de Victoria-Refugio.
- Gulf Intracoastal Waterway : una ruta navegable a lo largo del golfo de México sin muchos de los peligros de viajar en mar abierto.
- Resacas del valle del Río Grande: muchos lagos en herradura o brazos muertos que se encuentran dispersos por la parte baja del valle del Río Grande.
- Laguna Madre: una bahía larga e hipersalina que crea una barrera entre la Isla del Padre y el territorio continental de Texas.

### Islas
- Isla del Padre
  - Isla del Padre Norte
  - Isla del Padre Sur
- Isla Mustang
- Isla Matagorda
- Isla Ward
- Isla San José

### Clima
El clima de Texas sur es variado. El área a lo largo de la frontera con México es generalmente semiárida (clasificación climática de Köppen BSh), mientras que el área desde costa adentro  hasta el oeste de San Antonio tiene un clima subtropical húmedo (Köppen Cfa). El clima de Texas sur se ve afectado por las montañas de la Sierra Madre Oriental al oeste, el golfo de México al este y el desierto de Chihuahua al oeste/noroeste. La humedad del Pacífico está bloqueada por las cadenas montañosas mexicanas de Sierras Madre Occidental y Oriental. A lo largo de la costa, el clima se ilustra mejor en los veranos, cuando la humedad es extremadamente alta, aunque a veces árida, dependiendo de si la humedad tropical del Golfo y a veces del Pacífico está entrando o si la región se queda sin humedad debido a sistemas de altas presiones provocando largas sequías, las cuales ocurren cada pocos años. Las temperaturas alcanzan el punto de congelación solo unas pocas veces en el invierno y las nevadas son raras, generalmente de tres pulgadas (76.2 mm) o menos. Los veranos en esta zona son cálidos y húmedos, con promedios diarios superiores a 32,2 °C (90 °F). Además, las áreas de Texas que están algo tierra adentro partiendo del golfo de México, tales como San Antonio que bordean la zona de clima semiárido, generalmente experimentan un pico de precipitación en la primavera y un nadir profundo similar a una sequía en pleno verano. La región en sí tiene una corta estación de lluvias de marzo a mayo y otra desde finales de agosto a octubre, y una estación seca en otras partes del año. Las temperaturas nocturnas rondan los 29,4 °C (85 °F) en verano. La región  de Texas sur incluye el territorio de ranchos semiárido y el más lluvioso valle del Río Grande. Considerado como el extremo sur de la región de las Grandes Llanuras de Estados Unidos, la región del interior tiene precipitaciones similares a las de las Llanuras del Norte. Las zonas costeras son cálidas la mayor parte del año debido a las corrientes del golfo de México, pero pueden volverse frías en invierno si entra un frente poderoso, ocasionalmente provocando nieve a nivel del mar. La lluvia en la región costera es más abundante que en el interior, y bosques subtropicales bordean el río Bravo. En el interior, donde es más seco, los ranchos dominan el paisaje, caracterizados por pastizales y matorrales espesos y espinosos. Los inviernos en la región del interior son más frescos y secos, ya que el aire del Ártico puede llegar a esta, pero la nieve es rara debido a la falta de humedad. Los veranos son en su mayoría calurosos y secos, pero por momentos pueden ser húmedos si los vientos provienen del golfo de México, el cual es más cálido. Los tornados pueden producirse en esta región, pero con menos frecuencia que en otras partes del estado.
| Parámetros climáticos promedio de Corpus Christi, Texas (Corpus Christi Int'l), 1981–2010 normals | Parámetros climáticos promedio de Corpus Christi, Texas (Corpus Christi Int'l), 1981–2010 normals | Parámetros climáticos promedio de Corpus Christi, Texas (Corpus Christi Int'l), 1981–2010 normals | Parámetros climáticos promedio de Corpus Christi, Texas (Corpus Christi Int'l), 1981–2010 normals | Parámetros climáticos promedio de Corpus Christi, Texas (Corpus Christi Int'l), 1981–2010 normals | Parámetros climáticos promedio de Corpus Christi, Texas (Corpus Christi Int'l), 1981–2010 normals | Parámetros climáticos promedio de Corpus Christi, Texas (Corpus Christi Int'l), 1981–2010 normals | Parámetros climáticos promedio de Corpus Christi, Texas (Corpus Christi Int'l), 1981–2010 normals | Parámetros climáticos promedio de Corpus Christi, Texas (Corpus Christi Int'l), 1981–2010 normals | Parámetros climáticos promedio de Corpus Christi, Texas (Corpus Christi Int'l), 1981–2010 normals | Parámetros climáticos promedio de Corpus Christi, Texas (Corpus Christi Int'l), 1981–2010 normals | Parámetros climáticos promedio de Corpus Christi, Texas (Corpus Christi Int'l), 1981–2010 normals | Parámetros climáticos promedio de Corpus Christi, Texas (Corpus Christi Int'l), 1981–2010 normals | Parámetros climáticos promedio de Corpus Christi, Texas (Corpus Christi Int'l), 1981–2010 normals |
| Mes                                                                                               | Ene.                                                                                              | Feb.                                                                                              | Mar.                                                                                              | Abr.                                                                                              | May.                                                                                              | Jun.                                                                                              | Jul.                                                                                              | Ago.                                                                                              | Sep.                                                                                              | Oct.                                                                                              | Nov.                                                                                              | Dic.                                                                                              | Anual                                                                                             |
| ------------------------------------------------------------------------------------------------- | ------------------------------------------------------------------------------------------------- | ------------------------------------------------------------------------------------------------- | ------------------------------------------------------------------------------------------------- | ------------------------------------------------------------------------------------------------- | ------------------------------------------------------------------------------------------------- | ------------------------------------------------------------------------------------------------- | ------------------------------------------------------------------------------------------------- | ------------------------------------------------------------------------------------------------- | ------------------------------------------------------------------------------------------------- | ------------------------------------------------------------------------------------------------- | ------------------------------------------------------------------------------------------------- | ------------------------------------------------------------------------------------------------- | ------------------------------------------------------------------------------------------------- |
| Temp. máx. abs. (°C)                                                                              | 32.8                                                                                              | 36.1                                                                                              | 38.9                                                                                              | 38.9                                                                                              | 39.4                                                                                              | 41.7                                                                                              | 40.6                                                                                              | 41.7                                                                                              | 42.8                                                                                              | 38.3                                                                                              | 36.7                                                                                              | 32.8                                                                                              | 42.8                                                                                              |
| Temp. máx. media (°C)                                                                             | 19.4                                                                                              | 21.3                                                                                              | 24.4                                                                                              | 27.6                                                                                              | 30.3                                                                                              | 32.7                                                                                              | 33.9                                                                                              | 34.7                                                                                              | 32.3                                                                                              | 29.1                                                                                              | 24.4                                                                                              | 20.2                                                                                              | 27.6                                                                                              |
| Temp. media (°C)                                                                                  | 13.9                                                                                              | 15.8                                                                                              | 18.9                                                                                              | 22.4                                                                                              | 25.7                                                                                              | 28                                                                                                | 28.8                                                                                              | 29.3                                                                                              | 27.3                                                                                              | 23.6                                                                                              | 18.9                                                                                              | 14.7                                                                                              | 22.3                                                                                              |
| Temp. mín. media (°C)                                                                             | 8.4                                                                                               | 10.3                                                                                              | 13.5                                                                                              | 17.2                                                                                              | 21.1                                                                                              | 23.3                                                                                              | 23.8                                                                                              | 23.9                                                                                              | 22.2                                                                                              | 18.2                                                                                              | 13.4                                                                                              | 9.2                                                                                               | 17.1                                                                                              |
| Temp. mín. abs. (°C)                                                                              | -10                                                                                               | -11.7                                                                                             | -4.4                                                                                              | 0.6                                                                                               | 7.2                                                                                               | 13.3                                                                                              | 17.8                                                                                              | 17.8                                                                                              | 11.1                                                                                              | -2.2                                                                                              | -2.8                                                                                              | -10.6                                                                                             | -11.7                                                                                             |
| Precipitación total (mm)                                                                          | 39.1                                                                                              | 48.8                                                                                              | 48                                                                                                | 46.7                                                                                              | 78                                                                                                | 85.3                                                                                              | 70.9                                                                                              | 74.2                                                                                              | 126.2                                                                                             | 92.5                                                                                              | 50                                                                                                | 46.2                                                                                              | 805.9                                                                                             |
| Días de precipitaciones (≥ 0.01 in)                                                               | 7.1                                                                                               | 6.5                                                                                               | 5.3                                                                                               | 5.3                                                                                               | 6.0                                                                                               | 6.8                                                                                               | 5.7                                                                                               | 6.5                                                                                               | 8.8                                                                                               | 6.3                                                                                               | 6.0                                                                                               | 6.4                                                                                               | 76.6                                                                                              |
| Humedad relativa (%)                                                                              | 60.5                                                                                              | 78.0                                                                                              | 76.0                                                                                              | 76.0                                                                                              | 77.5                                                                                              | 80.0                                                                                              | 78.5                                                                                              | 75.0                                                                                              | 74.5                                                                                              | 75.5                                                                                              | 73.5                                                                                              | 74.0                                                                                              | 78.0                                                                                              |
| [cita requerida]                                                                                  |                                                                                                   |                                                                                                   |                                                                                                   |                                                                                                   |                                                                                                   |                                                                                                   |                                                                                                   |                                                                                                   |                                                                                                   |                                                                                                   |                                                                                                   |                                                                                                   |                                                                                                   |

| Parámetros climáticos promedio de Laredo, TX | Parámetros climáticos promedio de Laredo, TX | Parámetros climáticos promedio de Laredo, TX | Parámetros climáticos promedio de Laredo, TX | Parámetros climáticos promedio de Laredo, TX | Parámetros climáticos promedio de Laredo, TX | Parámetros climáticos promedio de Laredo, TX | Parámetros climáticos promedio de Laredo, TX | Parámetros climáticos promedio de Laredo, TX | Parámetros climáticos promedio de Laredo, TX | Parámetros climáticos promedio de Laredo, TX | Parámetros climáticos promedio de Laredo, TX | Parámetros climáticos promedio de Laredo, TX | Parámetros climáticos promedio de Laredo, TX |
| Mes                                          | Ene.                                         | Feb.                                         | Mar.                                         | Abr.                                         | May.                                         | Jun.                                         | Jul.                                         | Ago.                                         | Sep.                                         | Oct.                                         | Nov.                                         | Dic.                                         | Anual                                        |
| -------------------------------------------- | -------------------------------------------- | -------------------------------------------- | -------------------------------------------- | -------------------------------------------- | -------------------------------------------- | -------------------------------------------- | -------------------------------------------- | -------------------------------------------- | -------------------------------------------- | -------------------------------------------- | -------------------------------------------- | -------------------------------------------- | -------------------------------------------- |
| Temp. máx. abs. (°C)                         | 35                                           | 39.4                                         | 40.6                                         | 43.3                                         | 45.6                                         | 45.6                                         | 45                                           | 43.9                                         | 43.3                                         | 40                                           | 37.2                                         | 35                                           | 45.6                                         |
| Temp. máx. media (°C)                        | 19.9                                         | 22.7                                         | 27.1                                         | 31.3                                         | 34.7                                         | 37.2                                         | 37.8                                         | 38.2                                         | 34.6                                         | 30.6                                         | 25.1                                         | 20.3                                         | 29.9                                         |
| Temp. mín. media (°C)                        | 7.4                                          | 9.8                                          | 13.5                                         | 17.6                                         | 21.6                                         | 24                                           | 24.4                                         | 24.6                                         | 22.2                                         | 18.1                                         | 12.5                                         | 7.8                                          | 16.9                                         |
| Temp. mín. abs. (°C)                         | -7.2                                         | -6.7                                         | -2.8                                         | 0                                            | 7.2                                          | 14.4                                         | 18.9                                         | 16.1                                         | 9.4                                          | -2.2                                         | -2.8                                         | -11.7                                        | -11.7                                        |
| Lluvias (mm)                                 | 22.4                                         | 23.9                                         | 28.2                                         | 36.8                                         | 63                                           | 56.6                                         | 55.9                                         | 49                                           | 74.4                                         | 56.1                                         | 27.9                                         | 22.4                                         | 516.6                                        |
| Días de lluvias (≥ 0.01 in)                  | 6.0                                          | 5.3                                          | 4.4                                          | 4.2                                          | 5.3                                          | 5.1                                          | 4.8                                          | 5.1                                          | 6.7                                          | 4.4                                          | 4.3                                          | 5.6                                          | 61.2                                         |
| [cita requerida]                             |                                              |                                              |                                              |                                              |                                              |                                              |                                              |                                              |                                              |                                              |                                              |                                              |                                              |

| Parámetros climáticos promedio de Brownsville, Texas       | Parámetros climáticos promedio de Brownsville, Texas | Parámetros climáticos promedio de Brownsville, Texas | Parámetros climáticos promedio de Brownsville, Texas | Parámetros climáticos promedio de Brownsville, Texas | Parámetros climáticos promedio de Brownsville, Texas | Parámetros climáticos promedio de Brownsville, Texas | Parámetros climáticos promedio de Brownsville, Texas | Parámetros climáticos promedio de Brownsville, Texas | Parámetros climáticos promedio de Brownsville, Texas | Parámetros climáticos promedio de Brownsville, Texas | Parámetros climáticos promedio de Brownsville, Texas | Parámetros climáticos promedio de Brownsville, Texas | Parámetros climáticos promedio de Brownsville, Texas |
| Mes                                                        | Ene.                                                 | Feb.                                                 | Mar.                                                 | Abr.                                                 | May.                                                 | Jun.                                                 | Jul.                                                 | Ago.                                                 | Sep.                                                 | Oct.                                                 | Nov.                                                 | Dic.                                                 | Anual                                                |
| ---------------------------------------------------------- | ---------------------------------------------------- | ---------------------------------------------------- | ---------------------------------------------------- | ---------------------------------------------------- | ---------------------------------------------------- | ---------------------------------------------------- | ---------------------------------------------------- | ---------------------------------------------------- | ---------------------------------------------------- | ---------------------------------------------------- | ---------------------------------------------------- | ---------------------------------------------------- | ---------------------------------------------------- |
| Temp. máx. abs. (°C)                                       | 32.8                                                 | 34.4                                                 | 41.1                                                 | 38.9                                                 | 38.9                                                 | 39.4                                                 | 39.4                                                 | 40                                                   | 40.6                                                 | 37.2                                                 | 36.7                                                 | 34.4                                                 | 41.1                                                 |
| Temp. máx. media (°C)                                      | 21.5                                                 | 23.3                                                 | 26.1                                                 | 28.8                                                 | 31.4                                                 | 33.5                                                 | 34.3                                                 | 34.7                                                 | 32.6                                                 | 29.8                                                 | 26.2                                                 | 22.2                                                 | 28.7                                                 |
| Temp. media (°C)                                           | 16.2                                                 | 17.9                                                 | 20.7                                                 | 23.8                                                 | 26.9                                                 | 28.9                                                 | 29.4                                                 | 29.7                                                 | 27.7                                                 | 24.6                                                 | 20.8                                                 | 16.9                                                 | 23.7                                                 |
| Temp. mín. media (°C)                                      | 10.9                                                 | 12.6                                                 | 15.3                                                 | 18.8                                                 | 22.4                                                 | 24.3                                                 | 24.6                                                 | 24.6                                                 | 22.8                                                 | 19.4                                                 | 15.3                                                 | 11.5                                                 | 18.6                                                 |
| Temp. mín. abs. (°C)                                       | -7.8                                                 | -11.1                                                | -2.2                                                 | 2.8                                                  | 5                                                    | 13.3                                                 | 13.9                                                 | 17.2                                                 | 10.6                                                 | 1.7                                                  | -2.8                                                 | -8.9                                                 | -11.1                                                |
| Lluvias (mm)                                               | 32.3                                                 | 28.4                                                 | 31.2                                                 | 39.1                                                 | 67.1                                                 | 65.3                                                 | 51.8                                                 | 62                                                   | 150.4                                                | 95                                                   | 46.2                                                 | 29.2                                                 | 698                                                  |
| Días de lluvias (≥ 0.01 in)                                | 7.7                                                  | 5.4                                                  | 4.2                                                  | 4.0                                                  | 5.0                                                  | 6.6                                                  | 5.0                                                  | 7.2                                                  | 9.3                                                  | 7.3                                                  | 5.9                                                  | 7.2                                                  | 74.8                                                 |
| Horas de sol                                               | 130.2                                                | 152.6                                                | 207.7                                                | 234.0                                                | 266.6                                                | 306.0                                                | 334.8                                                | 306.9                                                | 252.0                                                | 229.4                                                | 165.0                                                | 130.2                                                | 2715.4                                               |
| Fuente n.º 1: National Weather Service (normals 1981−2010) |                                                      |                                                      |                                                      |                                                      |                                                      |                                                      |                                                      |                                                      |                                                      |                                                      |                                                      |                                                      |                                                      |
| Fuente n.º 2: Hong Kong Observatory (sun, 1961−1990)       |                                                      |                                                      |                                                      |                                                      |                                                      |                                                      |                                                      |                                                      |                                                      |                                                      |                                                      |                                                      |                                                      |

| Parámetros climáticos promedio de Victoria, Texas | Parámetros climáticos promedio de Victoria, Texas | Parámetros climáticos promedio de Victoria, Texas | Parámetros climáticos promedio de Victoria, Texas | Parámetros climáticos promedio de Victoria, Texas | Parámetros climáticos promedio de Victoria, Texas | Parámetros climáticos promedio de Victoria, Texas | Parámetros climáticos promedio de Victoria, Texas | Parámetros climáticos promedio de Victoria, Texas | Parámetros climáticos promedio de Victoria, Texas | Parámetros climáticos promedio de Victoria, Texas | Parámetros climáticos promedio de Victoria, Texas | Parámetros climáticos promedio de Victoria, Texas | Parámetros climáticos promedio de Victoria, Texas |
| Mes                                               | Ene.                                              | Feb.                                              | Mar.                                              | Abr.                                              | May.                                              | Jun.                                              | Jul.                                              | Ago.                                              | Sep.                                              | Oct.                                              | Nov.                                              | Dic.                                              | Anual                                             |
| ------------------------------------------------- | ------------------------------------------------- | ------------------------------------------------- | ------------------------------------------------- | ------------------------------------------------- | ------------------------------------------------- | ------------------------------------------------- | ------------------------------------------------- | ------------------------------------------------- | ------------------------------------------------- | ------------------------------------------------- | ------------------------------------------------- | ------------------------------------------------- | ------------------------------------------------- |
| Temp. máx. abs. (°C)                              | 31.1                                              | 35.6                                              | 37.2                                              | 37.8                                              | 38.9                                              | 41.7                                              | 43.3                                              | 42.8                                              | 43.9                                              | 42.8                                              | 33.9                                              | 31.1                                              | '                                                 |
| Temp. máx. media (°C)                             | 17.1                                              | 19.2                                              | 23                                                | 26.2                                              | 29.5                                              | 32.4                                              | 34.1                                              | 34.3                                              | 32.2                                              | 28.3                                              | 22.8                                              | 18.4                                              | 26.5                                              |
| Temp. mín. media (°C)                             | 6.4                                               | 8.2                                               | 12.2                                              | 15.6                                              | 20.1                                              | 22.9                                              | 23.9                                              | 23.7                                              | 21.3                                              | 16.4                                              | 11.3                                              | 7.3                                               | 15.8                                              |
| Temp. mín. abs. (°C)                              | -12.8                                             | -9.4                                              | -6.1                                              | 0.6                                               | 4.4                                               | 12.2                                              | 16.1                                              | 16.1                                              | 7.2                                               | -0.6                                              | -7.8                                              | -12.8                                             | '                                                 |
| Precipitación total (mm)                          | 62                                                | 51.8                                              | 57.2                                              | 75.4                                              | 130                                               | 126                                               | 73.7                                              | 77.5                                              | 127                                               | 108.2                                             | 67.1                                              | 62.7                                              | 1018.5                                            |
| [cita requerida]                                  |                                                   |                                                   |                                                   |                                                   |                                                   |                                                   |                                                   |                                                   |                                                   |                                                   |                                                   |                                                   |                                                   |

  Los huracanes son los sistemas meteorológicos más peligrosos que afectan a Texas sur. La temporada de huracanes es entre junio y noviembre. Sin embargo, la costa de Texas se ve afectada generalmente entre agosto y septiembre, cuando los sistemas se organizan esporádicamente en el sur del Golfo alrededor de la bahía de Campeche o Caribe occidental y en los últimos meses se forman frente a las costas de África.
Sequías: aunque los veranos de Texas sur generalmente experimentan lluvias en los meses de dicha estación, algunos años la falta de lluvia es persistente y conduce a la escasez de agua; los niveles de los lagos caen significativamente lo que lleva a restricciones municipales de agua. En el verano de 2011 se establecieron numerosos récords. El 28 de agosto de 2011, la mayor parte de Texas sur tuvo temperaturas que alcanzaron los 43,3 °C (110 °F), rompiendo los máximos históricos de muchas ciudades. Además, el 95 % del estado enfrentó una sequía extrema o excepcional, según la oficina de climatología del estado de Texas. Estas condiciones de sequía provocaron una serie de peligrosos incendios forestales en todo el estado y la implementación de prohibiciones de quema en 250 de los 254 condados de Texas.
Los tornados se dan en esta parte del estado, pero no con tanta frecuencia como en otras. Se acercan, generalmente desde el noroeste al sureste, como una línea de tormentas eléctricas severas, principalmente en los meses de verano y por los frentes fríos en otoño.
La nieve rara vez cae al sur de San Antonio o en la costa, a no ser en circunstancias extrañas. Cabe destacar la tormenta de nieve de Nochebuena de 2004, cuando 6 pulgadas (150 mm) de nieve cayeron tan al sur como McAllen.

## Fauna silvestre

### Reptiles
- Galápago tamaulipeco
- Lagarto cornudo texano
- Lagarto espinudo texano
- Camaleón norteamericano
- Caimán del Misisipi
- Cascabel diamantina del oeste
- Serpiente de coral de Texas
- Cascabel massasauga del desierto
- Tortuga lora
- Tortuga boba
- Tortuga laúd
- Tortuga verde
- Tortuga carey

### Mamíferos
- Coyote
- Pecarí
- Zarigüeya americana
- Lince rojo
- Manatí del Caribe
- Venado coliblanco
- Puma
- Jaguar
- Yaguarundí
- Ocelote
- Armadillo de nueve bandas
- Liebre de cola negra
- Conejo matorralero
- Mofeta rayada
- Cacomixtle

### Vida marina
- Delfín mular
- Barracuda
- Anjova
- Sábalo real
- Tiburón tigre
- Corvina roja
- Jaiba
- Jaiba mora
- Cangrejo violinista
- Caracol toro
- Sierra
- Caballa real
- Corocoro armado
- Cuinche
- Pez gato cabeciduro
- Pez cinturón
- Corvina labrada
- Mújol
- Anguila americana
- Corvina negra
- Corvina pinta
- Pez limón
- Pámpano amarillo
- Róbalo blanco
- Macoa
- Dormilona del Atlántico
- Cobia
- Ostión de Virginia
- Pargo
- Huachinango bermellón
- Sargo chopa
- Manchego
- Tiburón toro
- Tiburón mako
- Aguja azul
- Lenguado arenero del sur

### Artrópodos
- Viuda negra del sur
- Viuda negra
- Araña ermitaña parda
- Tarántula marrón de Texas
- Ciempiés gigante del desierto
- Tarántula bronceada de Texas
- Hormiga brava

### Aves
- Sinsonte
- Gaviota reidora americana
- Gaviota argéntea americana
- Tórtola aliblanca
- Chara verde
- Pelícano pardo
- Coco blanco
- Garza blanca
- Guincho
- Corúa
- Catita
- Sibiya
- Garceta rojiza
- Loro tamaulipeco

## Demografía y cultura

### Influencias multiculturales
Texas sur es bien conocida por sus fuertes influencias hispanas, principalmente mexicano-estadounidenses y tejanas (tb. texanas) debido a su proximidad a México. Los texanos y mexicanos que viven en Texas sur descienden de los colonos españoles y judíos sefardíes de México, de grupos indígenas mexicanos aliados con los españoles, como los pueblos tlaxcalteca y otomí, y de grupos indígenas locales del sur de Texas que fueron convertidos por los españoles, particularmente los coahuiltecos. Estas migraciones ocurrieron y han seguido desde principios de 1700 en Texas sur. El Tratado de Guadalupe Hidalgo en la década de 1840 no logró afianzar la tierra perteneciente a los colonos mexicanos. El área en disputa estaba entre el río Nueces al sur de San Antonio y Corpus Christi, King Ranch y el Río Grande. No reconocida ni por México ni por Estados Unidos, la República del Río Grande se estableció en esta región en 1840, durando menos de un año. Laredo fungió como su capital.
El área del valle del Río Grande desempeñó un papel importante en la Guerra de Independencia de México, la Revolución de Texas, la Guerra mexicano-estadounidense y la Guerra Civil estadounidense, con muchos sitios de batalla históricos en el área. El general Robert E. Lee residió en Fort Ringold (Rio Grande City) durante este tiempo en calidad de coronel. El presidente Zachary Taylor fue general del ejército en Fort Brown (Brownsville) durante la guerra entre México y Estados Unidos.
Los Rangers de Texas ganaron popularidad por sus acciones en Texas sur durante las incursiones de bandidos mexicanos a fines del siglo XIX y principios del XX. El 25 de mayo de 1876, una banda de cuarenta Rangers de Texas salió de Laredo y se dirigió al norte hacia Nueces Strip. Su misión era encontrar, matar o capturar a John King Fisher, líder de una banda de cuatreros y asesinos que habían estado aterrorizando la zona. Los Rangers eran miembros de un grupo selecto conocido como la Fuerza Especial. Dirigida por Leander McNelly, la Fuerza Especial recibió la tarea de llevar el orden público a un área de Texas sur que se encuentra entre Corpus Christi y la frontera con México. San Antonio tiene la población afroamericana más importante de todo Texas sur.

## Economía

### Arroz

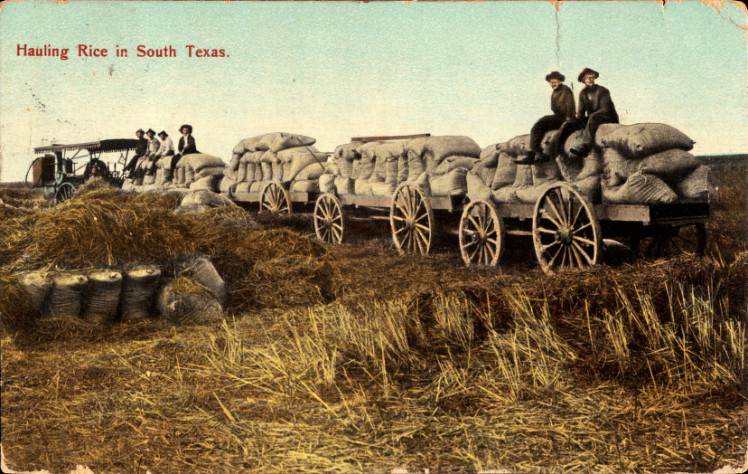
Acarreo de arroz en Texas sur (postal, alrededor de 1909)

Un suceso importante en el desarrollo de Texas sur y la industria arrocera de la costa del Golfo de Texas fue la introducción de semillas importadas de Japón en 1904. La Cámara de Comercio de Houston y el Ferrocarril del Pacífico Sur invitaron a agricultores japoneses a Texas para ayudar a las granjas del área en la producción de arroz. La semilla que trajeron los agricultores japoneses fue un regalo del emperador japonés. La producción de arroz japonés comenzó en Webster en el condado de Harris. La industria del arroz en la costa del Golfo se atribuye a la familia Saibara.

## Transporte

### Aéreo
- Aeropuerto Internacional de San Antonio
- Aeropuerto Internacional de Corpus Christi
- Aeropuerto Internacional de Laredo
- Aeropuerto Internacional del Valle
- Aeropuerto Regional de Victoria
- Aeropuerto Internacional McAllen Miller
- Aeropuerto Internacional de Brownsville/Isla del Padre Sur
- Aeropuerto Internacional de Alicia
- Aeropuerto Internacional de Texas sur en Edinburg
- Aeropuerto del condado de Aransas[8]
- Aeropuerto del condado de Kleberg
- Aeropuerto de Duval-Freer
- Aeropuerto de Playa Mustang
- Aeropuerto de la isla de San José

### Vías férreas
- Estación San Antonio Amtrak, que brinda servicio a dos líneas de Amtrak; la Sunset Limited y la Texas Eagle ; y la ruta Amtrak Thruway Motorcoach que sirve a Harlingen, Brownsville y McAllen, Texas .

### Autopistas principales

#### Interestatal
- I-2
- I 10
- I-35
- I-37
- I-69C
- I-69E
- I-69W
- I-169
- I-410

#### Autovías de EE. UU.
- Estados Unidos 59
- Estados Unidos 77
- Estados Unidos 83
- Estados Unidos 87
- Estados Unidos 90
- Estados Unidos 181
- Estados Unidos 281

#### Autopistas del estado de Texas
- TX 4
- TX 16
- TX 44
- TX 107
- TX 141
- TX 151
- TX 255
- TX 285
- TX 286
- TX 336
- TX 358
- TX 359
- TX 361
- TX 495

### Puentes internacionales
Laredo
- Puente Internacional Portal a las Américas
- Puente Internacional Juárez-Lincoln
- Puente Internacional del Ferrocarril mexicano de Texas
- Puente Internacional de Comercio Mundial
- Puente Internacional Colombia-Solidaridad

Eagle Pass
- Puente Internacional Eagle Pass-Piedras Negras
- Puente Internacional Camino Real
- Puente ferroviario internacional Union Pacific

Brownsville
- Puente Internacional Brownsville-Matamoros
- Puente Internacional de los Veteranos en Los Tomates
- Puente Internacional Gateway

Los Indios
- Puente Internacional de Libre Comercio

Falcon Heights
- Cruce internacional de la presa de lago Falcon

Hidalgo McAllen
- Puente Internacional McAllen-Hidalgo-Reynosa
- Puente Internacional Anzaldúas

Pharr
- Puente Internacional Pharr-Reynosa

Progreso
- Puente Internacional Progreso-Nuevo Progreso

Rio Grande City
- Puente Internacional Rio Grande City-Camargo

Roma
- Puente Internacional Roma-Ciudad Miguel Alemán

## Turismo
San Antonio
- Parque Histórico Nacional de las Misiones de San Antonio
- El Álamo
- Centro Tobin para las Artes Escénicas
- Six Flags Fiesta Texas
- Paseo del Río San Antonio
- Zoológico de San Antonio
- SeaWorld San Antonio
- Museo de Arte de San Antonio
- Espectáculo de ganado y rodeo de San Antonio

Corpus Christi
- Mirador de la Flor (Estatua en memoria de Selena)
- Acuario del estado de Texas
- Barco Museo USS Lexington
- Isla Mustang y Parque Estatal Isla Mustang
- Costa Nacional de la Isla del Padre cerca de Corpus Christi
- Bayfest
- Schlitterbahn

Laredo
- Distrito Histórico de San Agustín de Laredo
- Museo del Capitolio de la República del Río Grande
- Festividades en celebración del cumpleaños de Washington durante enero y febrero

Valle del Río Grande
- Isla del Padre Sur
- Zoológico Gladys Porter en Brownsville
- Basílica del Santuario Nacional de Nuestra Señora de San Juan del Valle

Otros
- King Ranch cerca de Kingsville
- Refugio Nacional de Vida Silvestre Aransas

## Educación

### Universidades
- Distrito de colegios comunitarios de El Álamo
  - Universidad de San Antonio
  - Universidad de Palo Alto
  - Colegio de St. Philip's
  - Universidad Northeast Lakeview
  - Universidad Northwest Vista
- Universidad de Coastal Bend
  - Campus de Alicia
  - Campus principal (Beeville)
  - Campus de Kingsville
  - Campus de Pleasanton
- Universidad Del Mar
- Colegio Comunitario de Laredo
  - Campus Sur del Colegio Comunitario de Laredo
- Universidad de Texas sur
  - Campus principal, McAllen
  - Campus tecnológico, McAllen
  - Campus de Enfermería y Salud Afines, McAllen
  - Campus de Mid-Valley, Weslaco
  - Campus del condado de Starr, Rio Grande City
- Universidad Técnica del Estado de Texas
- Universidad Southmost Texas

#### Universidades públicas
- Universidad Internacional Texas A&M (Laredo)
- Universidad de Texas A&amp;M–Corpus Christi
- Universidad de Texas A&amp;M–Kingsville (Texas A&I)
- Universidad de Texas A&amp;M–San Antonio
- Universidad de Houston-Victoria
- Centro de Ciencias de la Salud de la Universidad de Texas en San Antonio
- Universidad de Texas en San Antonio
- Universidad de Texas Valle del Río Grande (2015)
  - Universidad de Texas en Brownsville
  - Universidad de Texas–Panamericana

#### Universidades privadas
- Universidad Our Lady of the Lake
- Universidad de St. Mary
- Universidad del Verbo Encarnado
- Universidad de la Trinidad
- Universidad Luterana de Texas

## Deportes
El único equipo deportivo profesional importante en Texas sur son los San Antonio Spurs en la NBA.
| Equipo                       | Deporte               | Liga                         | Local                             |
| ---------------------------- | --------------------- | ---------------------------- | --------------------------------- |
| San Antonio Spurs            | Baloncesto            | NBA                          | AT&T Center                       |
| San Antonio Silver Stars     | Baloncesto            | WNBA                         | AT&T Center                       |
| Rio Grande Valley Vipers     | Baloncesto            | NBA D-League                 | State Farm Arena                  |
| San Antonio Talons           | Fútbol sala americano | AFL                          | Alamodome                         |
| Corpus Christi Hammerheads   | Fútbol sala americano | Lone Star Football League    | American Bank Center              |
| Corpus Christi Hooks         | Béisbol               | Texas League                 | Whataburger Field                 |
| San Antonio Missions         | Béisbol               | Texas League                 | Nelson W. Wolff Municipal Stadium |
| Laredo Lemurs                | Béisbol               | AAIPB                        | Uni-Trade Stadium                 |
| Brownsville Charros          | Béisbol               | United League Baseball       | Harlingen Field                   |
| Rio Grande Valley WhiteWings | Béisbol               | United League Baseball       | Harlingen Field                   |
| San Antonio Rampage          | Hockey sobre hielo    | American Hockey League       | AT&T Center                       |
| Corpus Christi IceRays       | Hockey sobre hielo    | North American Hockey League | American Bank Center              |
| San Antonio Scorpions FC     | Fútbol                | NASL                         | Toyota Field                      |
| Laredo Heat                  | Fútbol                | PDL                          | TAMIU Soccer Complex              |
| La Fiera FC                  | Showbol               | PASL                         | State Farm Arena                  |

## Códigos de área
- 210 - San Antonio, Condado de Bexar
- 361 - Corpus Christi, Alice, Victoria, Kingsville, Rockport, Falfurrias
- 726 - Área metropolitana de San Antonio
- 830 - Eagle Pass, Floresville
- 956 - Laredo, Brownsville, McAllen, Misión, Edinburg
- 979 : solo la mitad sur de esta área se encuentra en Texas sur.